# Cigarukgak
Cigarukgak is een bestuurslaag in het regentschap Kuningan van de provincie West-Java, Indonesië. Cigarukgak telt 3819 inwoners (volkstelling 2010).